# Восточно-африканские горные леса
Восточно-африканские горные леса — горный экологический регион, расположенный в Южном Судане, Уганде, Кении и Танзании. Статус сохранности экорегиона оценивается как критический.

## Местоположение
Экорегион разделён на более чем 25 участков горного леса. Два центральных «пятна» самые большие с площадями 23 700 и 14 300 км², 5 пятен средних размеров, остальные 18 относительно небольшие, наименьший участок имеет площадь 113 км².
Экорегион включает в себя горы Киньети, Элгон, Килиманджаро, Меру, хребет Абердэр до горы Кения, кратер Нгоронгоро и откос Нгуруман.

## Климат
Экорегион находится на большой высоте, из-за этого климат относительно умеренный и сезонный, с температурами ниже 10 °C в холодное время года и выше 30 °C в тёплое время. На больших высотах возможны заморозки. Количество осадков колеблется от 1200 до 2000 мм в год с отчётливыми влажными (октябрь — декабрь, март — июнь) и сухими (январь — февраль, июль — октябрь) сезонами.

## Флора и фауна
Экорегион отличается умеренным разнообразием видов и относительно низким уровнем эндемизма. Существует ряд узких центров эндемизма растений. Преобладают предгорные и горные леса, хотя есть некоторые районы с бамбуковыми и каменистыми средами обитания. Северные леса экорегиона образуют истоки Белого Нила.
Орнитофауна в горах довольно разнообразна и выражает умеренный уровень эндемизма птиц. Некоторые эндемики, такие как абердарская цистикола, короткохвостый скворец и кенриков острохвостый скворец, встречаются только на двух или трёх горных хребтах в пределах экорегиона. Другие, например цистикола Хантера, кенийский турач и Macronyx sharpei, встречаются в большинстве (но не во всех) крупных горах экорегиона. Некоторые из этих видов типичны только для горных лесов, тогда как другие встречаются только на горных лугах в пределах экорегиона.
Герпетология содержит ряд строго эндемичных видов, особенно хамелеонов. Существует девять строго эндемичных видов рептилий, из которых шесть это разные виды хамелеонов.
Эндемизм млекопитающих более выражен и включает ряд строго эндемичных видов. Однако здесь нет эндемичных крупных млекопитающих. Среди мелких млекопитающих существует восемь строго эндемичных видов: землеройки стройная белозубка, белозубка Райнера, джомбенийская белозубка, абердарская землеройка и землеройка горы Кения и грызуны Grammomys gigas, Tachyoryctes annectens и Tachyoryctes audax. К почти эндемичным млекопитающим относятся мангуст Джексона, танзанийский дукер, танзанийская белка и восточный даман.

## Состояние экорегиона
Исторически этот регион, вероятно, представлял собой мозаику из лесов, бамбука и лугов на бо́льших высотах, переходящих в обширные области саванн, лесов и других типов среды обитания на более низких высотах.
Основные угрозы для экорегиона — вырубка лесов, растущее население и деградация лесов из-за ряда эксплуатационных работ. В связи с деятельностью человека среда обитания становится всё более фрагментированной. Человеческое население в экорегионе велико, в Кении оно быстро увеличивается. Плотность населения во многих районах составляет 200—300 чел. на км². Эта плотность обычно остаётся высокой вплоть до границ охраняемых территорий. Для крупных популяций млекопитающих продолжающейся проблемой является охота и конкуренция с местным населением.
Во многих случаях естественная среда обитания теперь останавливается на границах охраняемых территорий, в которых она находится. В большинстве примеров почти все места обитания в лесах за пределами охраняемых территорий используются человеком. Пример — среда обитания вокруг национального парка Маунт-Кения. На более низких высотах участки леса были потеряны из-за сельскохозяйственных культур и хвойных плантаций. Основная потеря среды обитания из-за крупномасштабного сельского хозяйства произошла во время британского колониального периода.

## Провинции, полностью или частично расположенные в экорегионе
- Кения: Баринго, Бомет, Бунгома, Занзойский округ, Западный покотский округ, Исиоло, Каджиадо, Керичо, Кирамбу, Кираньяга, Кисии, Лаикипиа, Макуэни, Марсабит, Меру, Мигори, Муранга, Накуру, Нанди, Нарок, Ньери, Ньямира, Ньяндаруа, Самбуру, Тарака-Нити, Туркана, Уасин-Гишу, Эмбу, Элгейо-Мараквет;
- Танзания: Аруша, Килиманджаро, Маньяра;
- Уганда: Агаго, Амудат, Буква, Будуда, Буламбули, Каабонг, Капчорва, Квеен, Китгум, Котидо, Ламво, Манафва, Мбале, Морото, Накапирипирит, Напак, Сиронко;
- Южный Судан: Восточная Экватория.